# EPIC DAY
『EPIC DAY』（エピック・デイ）は、B'zの19作目のオリジナル・アルバム。2015年3月4日にVERMILLION RECORDSより発売。

## 概要
2011年リリースの前作『C'mon』から3年8ヶ月ぶりとなるオリジナル・アルバム。海外公演、ソロ活動を経てリリースされたため、B'zのオリジナル・アルバムリリースのインターバルとしては最長の期間となった。
先行シングル「有頂天」など10曲を収録。前年末に発表された「Exit To The Sun」「NO EXCUSE」、2013年に公開されていた「君を気にしない日など」が初音源化となる。2012年リリースの50thシングル「GO FOR IT, BABY -キオクの山脈-」は未収録。
本作は9thアルバム『SURVIVE』以来、全収録曲がLIVE-GYMで披露された。

## 記録
オリコン調べによると、アルバム首位は通算27作目。累計売り上げは294,329枚。アルバム総売上枚数は4628.4万枚となり、自身の持つ歴代1位記録『アルバム首位獲得作品数』（歴代2位＝松任谷由実の通算22作）、『アルバム総売上枚数』（歴代2位＝松任谷由実の3081.3万枚）をそれぞれ更新した。

## アルバムタイトルについて
タイトル『EPIC DAY』は、日本語で『人生で最高の日』という意味である。
アルバムタイトルについて稲葉は、「『神懸かって楽しい』とか『神懸かって何か上手くできた日』とか、一生に一度あるかないかという『EPIC DAY』が来るのを目指して日々生きる。他人のそういう姿を見て羨ましいと思うこともあれば、いつかは自分もと思うこともある」「でもたとえ努力したとしても、その『EPIC DAY』が来るかどうかわからない。そういう厳しさとか儚さ、悲しさを含めつつ、でも『最低限それ（EPIC DAY）を追い求めて生きる権利は誰にでもある』というのがテーマ」と語っている。
タイトルの着想は、もともとは稲葉が「EPIC」という言葉の響きと意味（稲葉曰く、ただ良いというよりも「最高の更に上」「壮大な」という意味もあるし、「叙情詩」みたいな鷹揚な意味もある、とのこと）が気に入っていたのがきっかけ。スポーツで選手が「神懸かったプレー」をした日の総括に「今日はEPIC DAYだった」などと表現するのを聞いて、気になっていたという。そんな中、趣味のサーフィンのために波情報を見ていた時に、台風が近づいて状態のいい波のことを「EPIC」と表現していたのを聞き「こんな時にも使うのか」と縁を感じて、メンバーに提案した。

## 曲数と曲構成の意味
本作は10曲収録となっており、1曲目から5曲目を『SIDE A』、6曲目から10曲目を『SIDE B』と呼称している。もともとはリリース形態の一つであるLP盤における「A面」「B面」を意味しているが、CD盤にもこの表記が付されている。
なお、10曲収録となったのは6thアルバム『RUN』（1992年発売）以来となり、直近5作のB'zのオリジナル・アルバムが13曲〜17曲であることと比べると、少ない曲数といえる。
これについて松本は、「CDになって1枚にたくさん楽曲が入るようになって久しいけど、今やインターネットで1曲1曲がバラバラで買える時代になっている。でもそのアーティストの音楽とか、人となりとか、心とか、そういうものを知ってもらうにはやはりアルバムを1枚トータルで聞いてもらいたい。だから本作は曲数を少なくしたし、アナログ盤も出そうと最初から考えていた。」「アナログ盤のA面・B面を強く意識した曲順になっているので、CDの方もちょっと気にかけて聴いてほしい。」と語っている。このコンセプトを守るために、CD盤では『SIDE A』と『SIDE B』の間（5曲目と6曲目の間）にレコード盤を裏返す時間を想定した長めの空白が挿入されており、ブックレット内にも注意書きが記載されている。

## 制作
本作の制作は2014年8月より開始された。アレンジャーにはこれまでの寺地秀行に加え、2011年からサポートギタリストとしてツアーに参加している大賀好修が初めて抜擢された。レコーディングはロサンゼルスのレコーディングスタジオを拠点にして「1部」と「2部」に分かれて行い、前半は打ち込みを主体にやっていったという。2部のレコーディングに稲葉は諸事情で参加できず、ロサンゼルスと東京でデータをやり取りしながら制作を進めていった。その方法に稲葉は当初やりにくさを感じていたが、データを確認する時間差があるためかえって冷静に聴けるという面もあり、後から考えると良かったと語っている。
またデモ制作の際、これまで1曲ずつフルコーラスを制作していたのを、ワン・フレーズずつの楽曲を十数曲作成し、その中から選んだ曲をフルコーラスで作って歌詞を乗せていくという手法が採られた。この経緯について松本は「なぜそうなったかよく覚えてない」と前置きした上で、「ソロ活動を経てB'zを再始動するにあたって目玉となる『先行シングル』を作らないといけないという話になり、まずはシングルをどんなものにするかを決めるのに、ワンコーラスずつどんどん録っていったという気がします。」と答えている。

## リリース形態
発売当初はB'zの作品史上最多の4種の形態でリリースされた。
通常盤
CDのみの形態。
LIVE-GYM 2015盤
「CD+オリジナルライブグッズ」の完全生産限定LPサイズスペシャルボックス仕様。通常盤と同様のCDに加え、オリジナルトートバッグ、オリジナルマフラータオル、オリジナルラバーバンド引換券付きパス（ネックピース同封）などのライブグッズが付属。
初回限定盤
「CD+DVD」のロングボックス仕様。付属のDVDには、2012年の全米ツアー後に開催された日本での追加公演『B'z LIVE-GYM 2012 -Into Free- EXTRA』から、千秋楽となった大阪城ホール公演をフル収録。
アナログレコード
「LP盤+ダウンロードカード封入」の形態。また、『EPIC DAY』収録曲全曲がダウンロード可能となるIDが掲載されたミュージックカードを封入している。
B'zとしては1989年リリースの2ndアルバム『OFF THE LOCK』以来のLP盤でのリリースとなる。
2018年に30周年記念として『DINOSAUR』までのオリジナル・アルバムのアナログレコード化に伴い再発売された。

## 収録曲
| 全作詞: 稲葉浩志、全作曲: 松本孝弘。 |                     |          |            |                                        |      |
| #                                    | タイトル            | 作詞     | 作曲・編曲 | 編曲                                   | 時間 |
| 1.                                   | 「Las Vegas」       | 稲葉浩志 | 松本孝弘   | 松本孝弘・稲葉浩志・大賀好修・寺地秀行 | 4:05 |
| 2.                                   | 「有頂天」          | 稲葉浩志 | 松本孝弘   | 松本孝弘・稲葉浩志・大賀好修・寺地秀行 | 4:04 |
| 3.                                   | 「Exit To The Sun」 | 稲葉浩志 | 松本孝弘   | 松本孝弘・稲葉浩志・寺地秀行           | 4:55 |
| 4.                                   | 「NO EXCUSE」       | 稲葉浩志 | 松本孝弘   | 松本孝弘・稲葉浩志・大賀好修           | 4:03 |
| 5.                                   | 「アマリニモ」      | 稲葉浩志 | 松本孝弘   | 松本孝弘・稲葉浩志・大賀好修           | 4:30 |

| #         | タイトル                 | 作詞      | 作曲・編曲 | 編曲                         | 時間 |
| --------- | ------------------------ | --------- | ---------- | ---------------------------- | ---- |
| 6.        | 「EPIC DAY」             |           |            | 松本孝弘・稲葉浩志・大賀好修 | 4:46 |
| 7.        | 「Classmate」            |           |            | 松本孝弘・稲葉浩志・寺地秀行 | 4:30 |
| 8.        | 「Black Coffee」         |           |            | 松本孝弘・稲葉浩志・大賀好修 | 3:43 |
| 9.        | 「君を気にしない日など」 |           |            | 松本孝弘・稲葉浩志・寺地秀行 | 4:31 |
| 10.       | 「Man Of The Match」     |           |            | 松本孝弘・稲葉浩志・大賀好修 | 4:13 |
| 合計時間: | 合計時間:                | 合計時間: | 43:20      |                              |      |

| #   | タイトル                             | 作詞 | 作曲・編曲 |
| --- | ------------------------------------ | ---- | ---------- |
| 1.  | 「Love Bomb」                        |      |            |
| 2.  | 「GO FOR IT, BABY -キオクの山脈-」   |      |            |
| 3.  | 「Ultra Soul」                       |      |            |
| 4.  | 「Splash」                           |      |            |
| 5.  | 「Brighter Day」                     |      |            |
| 6.  | 「Easy Come, Easy Go!」              |      |            |
| 7.  | 「MOTEL」                            |      |            |
| 8.  | 「もう一度キスしたかった」           |      |            |
| 9.  | 「愛しい人よGood Night...」          |      |            |
| 10. | 「ZERO」                             |      |            |
| 11. | 「ミエナイチカラ 〜INVISIBLE ONE〜」 |      |            |
| 12. | 「ねがい」                           |      |            |
| 13. | 「Into Free -Dangan-」               |      |            |
| 14. | 「Juice」                            |      |            |
| 15. | 「IT'S SHOWTIME!!」                  |      |            |
| 16. | 「衝動」                             |      |            |
| 17. | 「Home」                             |      |            |
| 18. | 「HEAT」                             |      |            |
| 19. | 「BLOWIN'」                          |      |            |
| 20. | 「HEAT」                             |      |            |

## 楽曲解説

### CD / LP盤
SIDE A
1. Las Vegas
  - 『Red Bull Air Race Chiba 2015』テーマソング。
  - 松本が本曲の制作中、ある程度リフやアレンジメントも固めつつある中で、稲葉に聞かせる前に「今こういう曲を創ってるんだけど何か1つキーワードないかな?」と稲葉に相談したところ、稲葉が「Las Vegas」というフレーズを提案した。普段のB'zの曲創りは、松本の曲が先にありそこに稲葉が後から詞を付けるスタイルであるが、サビの最初の「ラスベガス」という部分のみ、松本が言葉をもらってからメロディに当てはめた。

2. 有頂天
  - 51stシングル。アルバム制作過程の11曲目に完成した。

3. Exit To The Sun
  - NHKドラマ『ダークスーツ』のために書き下ろされ、活動再開にあたり最初に発表された楽曲。
  - 1回目のレコーディングで歌とギターのワンコーラスを録り、その後東京に帰った稲葉とロサンゼルスの松本、シェーン、バリーでデータのやりとりをしながら制作を進めた。楽曲は、ストリングスによる演奏の後、アコースティック・ギターから始まり、段々と盛り上がって最後はエレクトリック・ギターで終わるという展開になっている。

4. NO EXCUSE
  - 「スミノフアイス」CMソングで、CMのために書き下ろされた楽曲。前曲に続き、本作発表前に公開された。CMで使用されたバージョンとは異なり、歌詞が一部変更されている。
  - タイアップ先からは「こういうビートで」などという曲調のオーダーがあった。松本は「凄くわかりやすいリクエスト」「非常にやりやすかった」「話が来て曲はすぐにできた」と語っていたが、稲葉は「タイアップ先から言葉の縛りとかがなかったのでそのノリで一気に歌詞を書いたけど、後から気になって結構歌詞を書き換えた」と、縛りがなかったことで逆に難産になったと語っている。

5. アマリニモ
  - H.I.S.「花編」「ハウステンボス編」「ノスタルジック台湾編」CMソング。
  - アルバム制作過程の初期に制作された。稲葉曰く、ロサンゼルスの海辺のアパートを借りて滞在していたときに、ひとりで車で帰りながらインターネットラジオで聞いたことがないような古い曲が流れてくるのを聴き、それが心に染みたりするのを感じながらスルスルっとアイデアが浮かんできたという。
  - 先述の通り、CD盤では本曲終了後の空白が長めに取られている。

SIDE B
1. EPIC DAY
2. Classmate
  - 2012年にレコーディングされた曲。本作収録にあたって歌入れやミキシングを改めて行った。本曲のみリズム隊がシェーンとバリーではなく、B'zの作品では久々に日本人ミュージシャンが担当している。
  - 2020年に行われた無観客配信ライブ『B'z SHOWCASE 2020 -5 ERAS 8820-』のDay5で約5年ぶりに演奏された。

3. Black Coffee
  - 8thアルバム『LOOSE』以降3分台の曲が多くなっていたが、本作では3分台の曲はこの曲のみとなっている。

4. 君を気にしない日など
  - 2013年に行われた『B'z LIVE-GYM 2013 -ENDLESS SUMMER-』のエンディングSEに使用された楽曲。同年11月30日に行われた『B'z Special LIVE at EX THEATER ROPPONGI』で、音源化に先立って初披露された。
  - 2010年にレコーディングされた曲（時期的に18thアルバム『C'mon』のアウトテイク）である。本作収録にあたって歌のみを録り直した。
  - アルバムツアーでは、スタジアム公演より「Classmate」と交代する形で演奏された。
  - 本作発売後、ハウステンボス「111万本のバラ祭り」CMソングに起用された。

5. Man Of The Match
  - アルバム制作過程の最初に制作された（M-1）。しかし歌入れは最後であった。タイトルは「（チームを勝利に導いた）試合の立役者」を意味する。

### DVD （初回限定盤のみ）
2012年に行われた『B'z LIVE-GYM 2012 -Into Free- EXTRA』より、千秋楽となった2012年10月25日の大阪城ホール公演を収録。
1. Love Bomb
  - 配信限定アルバム『B'z』に収録。映像化は本作が初。なお、メンバー登場時にディープ・パープルの「Woman From Tokyo」が使用されていたが、本作ではカットされている。
2. GO FOR IT, BABY -キオクの山脈-
  - 50thシングル。映像化は本作が初。
3. Ultra Soul
  - 「B'zのLIVE-GYMにようこそ！」からの演奏。配信限定アルバム『B'z』に収録。映像化は本作が初。
4. Splash
  - 配信限定アルバム『B'z』に収録。
5. Brighter Day
  - 『B'z NETWORK LIVE in Japan』以来、約6年ぶりの演奏。
  - 原曲キーより半音下げて演奏された。
6. Easy Come, Easy Go!
7. MOTEL
  - 『B'z LIVE-GYM 2003 "BIG MACHINE"』以来、約9年ぶりの演奏。
8. もう一度キスしたかった
9. 愛しい人よGood Night...
  - 『B'z LIVE-GYM Pleasure'93 "JAP THE RIPPER"』以来、約19年ぶりの演奏。
10. ZERO
11. ミエナイチカラ 〜INVISIBLE ONE〜
12. ねがい
  - 実際のライブでは松本のギターソロ後にレッド・ツェッペリンの「Dazed and Confused（邦題：幻惑されて）」が演奏されていたが、本作ではその部分はカットされている。
13. Into Free -Dangan-
  - 配信限定アルバム『B'z』に収録。映像化は本作が初。
14. Juice
  - 配信限定アルバム『B'z』に収録。映像化は本作が初。
  - 半音下げチューニングの前曲からノンストップで演奏されたため、原曲キーより半音下げて演奏された。なお、間奏のコール＆レスポンスの一部がカットされている[注 3]。
15. IT'S SHOWTIME!!
16. 衝動
17. Home
  - ここからアンコール。松本と大賀によるギターセッションからイントロに繋がる。
18. HEAT
  - 『B'z The Best XXV 1988-1998』に収録。初映像化。
19. BLOWIN'
  - 『B'z LIVE-GYM 2011 -C'mon-』同様にラストの掛け合いが徐々にキーが上がっていくアレンジで演奏。アンコールラストナンバーとなったのは本ツアーが初。
  - 「BLOWIN'」の演奏後、「HEAT」のMV[注 4]撮影のため、この公演でのみ2回目の「HEAT」の演奏が行われた。収録曲として表記されていないため、ボーナストラック扱いとなっている。

## タイアップ
シングル曲については各項目を参照
- 『Red Bull Air Race Chiba 2015』テーマソング(#1)
- NHKドラマ『ダークスーツ』主題歌(#3)
- スミノフ／キリンビール「スミノフアイス」CMソング(#4)
- H.I.S.「花編」「ハウステンボス編」CMソング(#5)
- ハウステンボス「111万本のバラ祭り」CMソング(#9)

## 参加ミュージシャン
- 松本孝弘：ギター、全曲作曲・編曲
- 稲葉浩志：ボーカル、全曲作詞・編曲
- 大賀好修（from Sensation）：編曲（#1.2.4-6.8.10）
- 寺地秀行：編曲（#1-3.7.9）
- シェーン・ガラース：ドラム（#1-6.8-10）
- 山木秀夫：ドラム（#7）
- バリー・スパークス：ベース（#1-6.8-10）
- 美久月千晴：ベース（#7）
- 小野塚晃（from DIMENSION）：ピアノ・オルガン（#5）
- 増田隆宣：オルガン（#6）
- 勝田一樹（from DIMENSION）：サックス（#1）
- 佐々木史郎：トランペット（#1）
- 遠山拓志：トランペット（#1）
- 五十嵐誠：トロンボーン（#1）
- 堂山敦史：ホーン（#7）
- 小瀧綾：オーボエ（#7）
- 石川寛子  with Lime Ladies Orchestra：ストリングス（#3.7）
- 杉山麻衣子  with Lime Ladies Orchestra：ストリングス（#9）

## 特典DVD参加ミュージシャン
- 稲葉浩志：ボーカル
- 松本孝弘：ギター
- 増田隆宣：キーボード
- 大賀好修：ギター
- シェーン・ガラース：ドラム
- バリー・スパークス：ベース

## ライブ映像作品
シングル曲については各項目を参照
Las Vegas
- B'z LIVE-GYM 2015 -EPIC NIGHT-

Exit To The Sun
- B'z LIVE-GYM 2015 -EPIC NIGHT-

NO EXCUSE
- B'z LIVE-GYM 2015 -EPIC NIGHT-

アマリニモ
- B'z LIVE-GYM 2015 -EPIC NIGHT-

EPIC DAY
- B'z LIVE-GYM 2015 -EPIC NIGHT-

Classmate
- B'z SHOWCASE 2020 -5 ERAS 8820- Day1〜5

Black Coffee
- B'z LIVE-GYM 2015 -EPIC NIGHT-

君を気にしない日など
- B'z LIVE-GYM 2015 -EPIC NIGHT-

Man Of The Match
- B'z LIVE-GYM 2015 -EPIC NIGHT-